# Chiesa cattolica in Bhutan
La Chiesa cattolica in Bhutan è parte della Chiesa cattolica universale in comunione con il vescovo di Roma, il papa.

## Storia
Nel 1626 due Gesuiti, Estêvão Cacella e  João Cabral, partiti da Cochin in India, nel tentativo di aprire una nuova via per giungere a Shigatse, in Tibet,  giunsero nella città di Paro in Bhutan. Erano i primi missionari europei a raggiungere il Paese himalaiano. Essi incontrarono poi Zhabdrung Ngawang Namgyal, il fondatore e capo religioso del Bhutan, fermandosi alcuni mesi alla sua corte. Lo "Zhabdrung" li incoraggiò fortemente a fermarsi e li autorizzò ad usare uno spazio nel monastero di Cheri per una cappella, garantendo loro a Paro la possibilità di erigere una chiesa e inviò loro alcuni suoi assistenti. Tuttavia, non riuscendo a convertire i locali al cristianesimo, con gran dispiacere dello Zhabdrung, essi lasciarono il territorio. Dopo aver trascorso circa otto mesi nel paese, padre Cacella scrisse da Cheri una lunga lettera ai suoi superiori in Cochin, nella quale relazionava su quanto era avvenuto. La loro visita è anche confermata da fonti contemporanee butanesi, compresa la biografia di Zhabdrung Ngawang Namgyal.
Due ordini religiosi, i Gesuiti (nel 1963) e i Salesiani (nel 1965), sono stati invitati a dirigere le scuole del Paese. I Salesiani sono stati espulsi nel febbraio 1982 con l'accusa di proselitismo. L'unico missionario cattolico che ebbe il permesso di rimanere nel paese è stato il padre gesuita canadese William Mackey che ha servito i cattolici dal 1963 fino alla sua morte nel 1995.

## Situazione
Si calcola che i cattolici in Bhutan siano circa un migliaio, sottoposti di frequente a persecuzioni e malversazioni da parte delle autorità locali, che riconoscono come unica religione ufficiale del Paese il Buddismo: non esiste alcuna giurisdizione ecclesiastica, ed i fedeli cattolici dipendono dalla diocesi di Darjeeling in India. Il primo e unico prete cattolico bhutanese è il gesuita Kinley Tshering, appartenente alla famiglia reale, ordinato nel 1986.
La costituzione bhutanese, promulgata nel 2008, riconosce la libertà di culto, ma al contempo vieta il proselitismo e la conversione ad una fede diversa da quella di nascita. Di fatto perciò, il cristianesimo in Bhutan è tollerato ma non riconosciuto; ai cristiani, di qualsiasi confessione, non è permesso praticare in pubblico la propria fede e di conseguenza nemmeno costruire luoghi di culto.